# Aecidium
Genre
Aecidium est un genre de champignons ascomycètes de l’ordre des Pucciniales.
Ce genre comprend environ 600 espèces, dont de nombreux agents pathogènes des plantes.

## Liste d'espèces
Selon Catalogue of Life (3 novembre 2014) :
- Aecidium abietis-mariesii
- Aecidium abscedens
- Aecidium acalyphae
- Aecidium acalyphae-ciliatae
- Aecidium acanthocarpi
- Aecidium acanthopanacis
- Aecidium aceris
- Aecidium achyrophori
- Aecidium aconiti-paniculati
- Aecidium aconiti-phragmitincolae
- Aecidium actinidiae
- Aecidium adenariae
- Aecidium adenocauli
- Aecidium adenophorae
- Aecidium adenophorae-verticillatae
- Aecidium adenostylis
- Aecidium adhatodae
- Aecidium adhatodicola
- Aecidium advectitium
- Aecidium aechmantherae
- Aecidium ageratinae
- Aecidium agnesiae
- Aecidium aikeni
- Aecidium ailanthi
- Aecidium ajugae
- Aecidium akebiae
- Aecidium alangii
- Aecidium alaskanum
- Aecidium alaterni
- Aecidium albicans
- Aecidium albiceratum
- Aecidium alchorneae
- Aecidium alchorneae-rugosae
- Aecidium alibertiae
- Aecidium alternantherae
- Aecidium amagense
- Aecidium amaryllidis
- Aecidium amazonense
- Aecidium ampliatum
- Aecidium anaphalidis-leptophyllae
- Aecidium anceps
- Aecidium ancundense
- Aecidium ancylanthi
- Aecidium andicola
- Aecidium anemarrhenae
- Aecidium anemones-silvestris
- Aecidium anningense
- Aecidium anograe
- Aecidium antherici
- Aecidium anthericicola
- Aecidium antholyzae
- Aecidium aphelandrae
- Aecidium aposeridis
- Aecidium approximans
- Aecidium araliae
- Aecidium archibaccharidis
- Aecidium arctoum
- Aecidium arcularium
- Aecidium argyreiae-involucratae
- Aecidium argythamniae
- Aecidium aristolochiicola
- Aecidium artabotrydis
- Aecidium asarifolium
- Aecidium asparagacearum
- Aecidium asperulae-ciliatae
- Aecidium asphodeli-microcarpi
- Aecidium aspiliae
- Aecidium astrochlaenae
- Aecidium atriplicis
- Aecidium atroalbum
- Aecidium atrocrustaceum
- Aecidium avocense
- Aecidium baccharidophilum
- Aecidium baileyanum
- Aecidium balearicum
- Aecidium banaticum
- Aecidium banketense
- Aecidium banosense
- Aecidium barclayi
- Aecidium barleriae
- Aecidium barnadesiae
- Aecidium basanacanthae
- Aecidium batesianum
- Aecidium batesii
- Aecidium batrachii
- Aecidium baumianum
- Aecidium begoniae
- Aecidium belladonnae
- Aecidium bellidis-silvestris
- Aecidium berberidis-morrisonensis
- Aecidium berberidis-ruscifoliae
- Aecidium berberidis-thunbergii
- Aecidium berkleyae
- Aecidium bertonii
- Aecidium berulae
- Aecidium bethelii
- Aecidium biscutellae
- Aecidium blepharidis
- Aecidium bocconiae
- Aecidium boehmeriae
- Aecidium bogotense
- Aecidium boltoniae
- Aecidium bomareae
- Aecidium bomolense
- Aecidium borreriae
- Aecidium borreriicola
- Aecidium borrichiae
- Aecidium bossiaeae
- Aecidium botryospermi
- Aecidium bourreriae
- Aecidium brachycomes
- Aecidium brassicae
- Aecidium breyniae
- Aecidium brideliae
- Aecidium brideliae-micranthae
- Aecidium brodiaeae
- Aecidium brumptianum
- Aecidium bubakii
- Aecidium buddlejae
- Aecidium bulbines
- Aecidium bupleuri-sachalinensis
- Aecidium burtt-davyi
- Aecidium busseanum
- Aecidium butleri
- Aecidium bylianum
- Aecidium byrsonimae
- Aecidium cacaliae
- Aecidium cacciniae
- Aecidium cajani
- Aecidium caladii
- Aecidium callianthum
- Aecidium callicarpicola
- Aecidium callistephi
- Aecidium callixenis
- Aecidium calotheum
- Aecidium campanulastri
- Aecidium campylotropidis
- Aecidium cannabis
- Aecidium cannonii
- Aecidium cantense
- Aecidium capparis
- Aecidium capsici
- Aecidium carbonaceum
- Aecidium cardiandrae
- Aecidium cardiospermophilum
- Aecidium carotinum
- Aecidium carpochaetes
- Aecidium carviae
- Aecidium caspicum
- Aecidium cassiae-pumilae
- Aecidium cassiae-torae
- Aecidium caulicola
- Aecidium celmisiae
- Aecidium celmisiae-discoloris
- Aecidium celmisiae-petiolatae
- Aecidium celmisiae-petriei
- Aecidium celosiae
- Aecidium cephalanthi-peruviani
- Aecidium cephalariae
- Aecidium cerrense
- Aecidium chamaecristae
- Aecidium charantiae
- Aecidium chenopodii-fruticosi
- Aecidium chlorophyti
- Aecidium chlorophyti-glauci
- Aecidium chrysanthum
- Aecidium chrysophaeum
- Aecidium chuquiraguae
- Aecidium cinnamomi
- Aecidium cissicola
- Aecidium clarum
- Aecidium clematidis-brachiatae
- Aecidium clematidis-songaricae
- Aecidium clemensae
- Aecidium cleomes
- Aecidium clerodendri-fragrantis
- Aecidium clerodendri-serrati
- Aecidium clerodendricola
- Aecidium clibadii
- Aecidium cluytiae
- Aecidium cockerellii
- Aecidium colchici
- Aecidium colchici-aurei
- Aecidium colchici-autumnalis
- Aecidium collapsum
- Aecidium congoanum
- Aecidium consolidae
- Aecidium conspersum
- Aecidium conspicuum
- Aecidium conyzae-auriculiferae
- Aecidium conyzae-colombiensis
- Aecidium conyzae-pinnatilobatae
- Aecidium cordiicola
- Aecidium cordiiphilum
- Aecidium cornu-cervae
- Aecidium coronillae
- Aecidium corycii
- Aecidium cosmostigmae
- Aecidium coutareae
- Aecidium crambes
- Aecidium crassocephali
- Aecidium crataevae
- Aecidium crepidis-incarnatae
- Aecidium cryptostemmatis
- Aecidium cryptotaeniae
- Aecidium culcitii
- Aecidium cumingii
- Aecidium cuspidatum
- Aecidium cuvierae
- Aecidium cyananthi
- Aecidium cynanchi
- Aecidium cyrillae
- Aecidium cyttarioides
- Aecidium daemiae
- Aecidium dahliae
- Aecidium dahliae-maxonii
- Aecidium dakotense
- Aecidium dalechampiicola
- Aecidium dallasicum
- Aecidium dapsile
- Aecidium daturae
- Aecidium davyi
- Aecidium deckerae
- Aecidium deightonii
- Aecidium delicatum
- Aecidium delphinii
- Aecidium delphinii-consolidae
- Aecidium denekiae
- Aecidium diclipterae
- Aecidium dielsii
- Aecidium dinteri
- Aecidium diospyri-hispidae
- Aecidium dipcadi
- Aecidium dipcadi-viridis
- Aecidium dirichletiae
- Aecidium disciforme
- Aecidium discopodii
- Aecidium dispersum
- Aecidium distinctum
- Aecidium distinguendum
- Aecidium diversum
- Aecidium doidgeae
- Aecidium domingense
- Aecidium dominicanum
- Aecidium doronici-caucasici
- Aecidium dorsteniae-holstii
- Aecidium dorsteniae-walleri
- Aecidium dubiosum
- Aecidium dubitabile
- Aecidium dunaliae
- Aecidium dyschoristes
- Aecidium echuyaense
- Aecidium eichelbaumii
- Aecidium elaeagni-umbellatae
- Aecidium elaeocarpi
- Aecidium elaeocarpi-tuberculati
- Aecidium elaeocarpicola
- Aecidium elbursense
- Aecidium emiliae
- Aecidium emmeorhizae
- Aecidium enceliae
- Aecidium encianthi
- Aecidium endophylloides
- Aecidium endressiae
- Aecidium enkianthi
- Aecidium entebbense
- Aecidium enydrae
- Aecidium epimedii
- Aecidium eremostachydis
- Aecidium erigerontis
- Aecidium eritrichi
- Aecidium erodii-cicutarii
- Aecidium ervatamiae
- Aecidium espinosae
- Aecidium euodiae
- Aecidium eupatorii-rotundifolii
- Aecidium euphorbiae-gerardianae
- Aecidium euphorbiae-pallasii
- Aecidium evansii
- Aecidium falcatae
- Aecidium farameae
- Aecidium fatsiae
- Aecidium favaceum
- Aecidium fluggeae
- Aecidium fluxum
- Aecidium foederatum
- Aecidium foetidum
- Aecidium fraserae
- Aecidium fraxini-bungeanae
- Aecidium fuchsiae
- Aecidium fuchsiicola
- Aecidium gaeumannii
- Aecidium gageae
- Aecidium galasiae
- Aecidium garciniae
- Aecidium gardeniae
- Aecidium gaubae
- Aecidium geniospori
- Aecidium ghesquierei
- Aecidium girardiniae
- Aecidium glechonis
- Aecidium globosum
- Aecidium glycines
- Aecidium goetzeanum
- Aecidium gomphocarpi
- Aecidium gomphostigmae
- Aecidium grindeliae
- Aecidium guadalajarae
- Aecidium guareae
- Aecidium guatemalense
- Aecidium gymnematis
- Aecidium gymnolomiae
- Aecidium gynurae
- Aecidium gynurae-cernuae
- Aecidium halophilum
- Aecidium haplocarphae
- Aecidium haqii
- Aecidium hebes
- Aecidium hecatactidis
- Aecidium hederae
- Aecidium hedyotidis
- Aecidium hedypnoidis
- Aecidium helianthellae
- Aecidium helichrysi
- Aecidium heliopsidis
- Aecidium heliotropiicola
- Aecidium helosciadii
- Aecidium hemidesmi
- Aecidium hemigraphidis
- Aecidium henoniae
- Aecidium herniariae
- Aecidium herrerianum
- Aecidium hesleri
- Aecidium heterothalami
- Aecidium hexalobi
- Aecidium hibisci-surattensis
- Aecidium hippeastri
- Aecidium hispaniolae
- Aecidium hoffmannii
- Aecidium holboelliae
- Aecidium holwayi
- Aecidium hornotinum
- Aecidium hostae
- Aecidium houstoniata
- Aecidium huallagense
- Aecidium humuli
- Aecidium hupiro
- Aecidium hydrangeae-paniculatae
- Aecidium hydrangiicola
- Aecidium hydrocotylinum
- Aecidium hymenocallidis
- Aecidium hypericophylli
- Aecidium hypoestis
- Aecidium hypoëstis-triflorae
- Aecidium hypseocharidicola
- Aecidium hypseocharidis
- Aecidium hypsophilum
- Aecidium ilicosense
- Aecidium impatientis-capensis
- Aecidium imperatoriae
- Aecidium incertum
- Aecidium incomparabile
- Aecidium incrassatum
- Aecidium indecisum
- Aecidium ingenuum
- Aecidium innatum
- Aecidium innuptum
- Aecidium inouyei
- Aecidium insulsum
- Aecidium inulae-grandis
- Aecidium inulae-helenii
- Aecidium ipomoeiphilum
- Aecidium iquitosense
- Aecidium iranicum
- Aecidium iresines
- Aecidium isoglossae
- Aecidium isolonae
- Aecidium ivae
- Aecidium iwatense
- Aecidium ixorae
- Aecidium jacquemontiae
- Aecidium jatrophicola
- Aecidium jericosensis
- Aecidium jurisicii
- Aecidium juruense
- Aecidium justiciae
- Aecidium justiciae-exiguae
- Aecidium kakelense
- Aecidium kalanchoes
- Aecidium kamatii
- Aecidium keerliae
- Aecidium kiehlianum
- Aecidium kisantense
- Aecidium kondoriense
- Aecidium kowhai
- Aecidium kraussiae
- Aecidium kuepferi
- Aecidium kuntzii-friderici
- Aecidium lactucae-debilis
- Aecidium lactucinum
- Aecidium lagunense
- Aecidium lantanae
- Aecidium laporteae
- Aecidium lapsanicola
- Aecidium laserpitii-sileris
- Aecidium le-testuarum
- Aecidium leeae
- Aecidium leeanum
- Aecidium leiocarpum
- Aecidium leonense
- Aecidium leontices
- Aecidium lepidagathidis-cristatae
- Aecidium lepidagathidis-cuspidatae
- Aecidium lepidagathis
- Aecidium leporinum
- Aecidium leptotaeniae
- Aecidium leucadinum
- Aecidium leucadis-montanae
- Aecidium liabi
- Aecidium libanoticum
- Aecidium libertum
- Aecidium ligustricola
- Aecidium lilii-cordifolii
- Aecidium lindavianum
- Aecidium lini
- Aecidium lippiae-sidoidis
- Aecidium lipskianum
- Aecidium litakunense
- Aecidium litseae-populifoliae
- Aecidium lobbii
- Aecidium longaense
- Aecidium lophanthi
- Aecidium lophopetali
- Aecidium loranthinum
- Aecidium luvungae
- Aecidium lycianthis
- Aecidium lycii
- Aecidium lysichiti
- Aecidium lysimachiae-japonicae
- Aecidium mabeae
- Aecidium macedonicum
- Aecidium macroclinidii
- Aecidium macrodontae
- Aecidium magnatum
- Aecidium magnipycnium
- Aecidium malvicola
- Aecidium manettiae
- Aecidium mangaranga
- Aecidium manilense
- Aecidium maprouneae
- Aecidium mararyense
- Aecidium marcii
- Aecidium margarettae
- Aecidium margueryanum
- Aecidium mariani-raciborskii
- Aecidium marqueryanum
- Aecidium marsdeniae
- Aecidium matapense
- Aecidium maublancii
- Aecidium mayorii
- Aecidium medellinense
- Aecidium megasporum
- Aecidium melaenum
- Aecidium melaleucum
- Aecidium melananthi
- Aecidium melanotes
- Aecidium meliosmae
- Aecidium meliosmae-pungentis
- Aecidium meliosmae-wightii
- Aecidium mellerae
- Aecidium memecyli
- Aecidium menyharthi
- Aecidium merenderae
- Aecidium mertensiae
- Aecidium mesadeniae
- Aecidium metaplexis
- Aecidium micranthum
- Aecidium micrococcae
- Aecidium microglossae
- Aecidium microglossicola
- Aecidium microrhynchi
- Aecidium microstomum
- Aecidium millae
- Aecidium millefolii
- Aecidium milleri
- Aecidium minimum
- Aecidium minoense
- Aecidium minutulum
- Aecidium miryense
- Aecidium mitellae
- Aecidium mitoense
- Aecidium mitracarpi
- Aecidium modestum
- Aecidium moggii
- Aecidium molluginis
- Aecidium monocystis
- Aecidium montagnei
- Aecidium montanum
- Aecidium monticolae
- Aecidium moricola
- Aecidium morobeanum
- Aecidium morobense
- Aecidium moschosmatis
- Aecidium mozinnae
- Aecidium muehlenbeckiae
- Aecidium muelleri
- Aecidium multisorum
- Aecidium mundulum
- Aecidium musashiense
- Aecidium mutum
- Aecidium myopori
- Aecidium myrsines
- Aecidium nakanishikii
- Aecidium nanocnides
- Aecidium narcissi
- Aecidium navarinum
- Aecidium nectandrae
- Aecidium neolitseae
- Aecidium nestlerae
- Aecidium nidorellae
- Aecidium nigrocinctum
- Aecidium niitakense
- Aecidium nikkense
- Aecidium nobile
- Aecidium obesum
- Aecidium obsoletum
- Aecidium occidentale
- Aecidium ocfemianum
- Aecidium oldenlandiae
- Aecidium oleariae
- Aecidium onosmodii
- Aecidium ophiocauli
- Aecidium origani
- Aecidium orobi
- Aecidium osmanthi
- Aecidium osyridicarpi
- Aecidium otagense
- Aecidium otira
- Aecidium oxygoni
- Aecidium pachycarpum
- Aecidium pachystigmae
- Aecidium painavuense
- Aecidium pakistanicum
- Aecidium papuanum
- Aecidium papuasicum
- Aecidium papudense
- Aecidium paramense
- Aecidium paramignyae
- Aecidium parile
- Aecidium parkiae
- Aecidium parsonsiae
- Aecidium parthenii
- Aecidium pascheri
- Aecidium passiflorae
- Aecidium passifloricola
- Aecidium patagonicum
- Aecidium patriniae
- Aecidium pavoniae-odoratae
- Aecidium pectinis-veneris
- Aecidium pentziae-globosae
- Aecidium peracarpae
- Aecidium pereskiae
- Aecidium pereziae
- Aecidium pergulariae
- Aecidium peristrophes
- Aecidium perkinsiae
- Aecidium permultum
- Aecidium perralderianum
- Aecidium petalostemonis
- Aecidium petchii
- Aecidium petroselini-sativi
- Aecidium peucedani-raiblensis
- Aecidium phacae
- Aecidium phaylopsidis
- Aecidium philadelphi
- Aecidium philippianum
- Aecidium philippii
- Aecidium phlogacanthi
- Aecidium phrygilanthi
- Aecidium phyllanthi-floribundi
- Aecidium phyllanthinum
- Aecidium pichinchense
- Aecidium pienaarii
- Aecidium piptocarphae
- Aecidium pisi-formosi
- Aecidium pisoniae
- Aecidium plantaginis-variae
- Aecidium platylobii
- Aecidium plectranthicola
- Aecidium plectroniicola
- Aecidium plenum
- Aecidium pleurospermi
- Aecidium plucheae
- Aecidium plucheae-caspicae
- Aecidium plucheae-ovalis
- Aecidium poasense
- Aecidium poecilochromae
- Aecidium polyalthiae
- Aecidium polygoni-convolvuli
- Aecidium polygoni-cuspidati
- Aecidium ponderosum
- Aecidium poonense
- Aecidium popowiae
- Aecidium posoqueriae
- Aecidium pottsii
- Aecidium praecipuum
- Aecidium pratae
- Aecidium pretoriensis
- Aecidium primulinum
- Aecidium prolixum
- Aecidium prosopidicola
- Aecidium pseuderanthemi
- Aecidium psychotriae
- Aecidium pulneyense
- Aecidium pulogense
- Aecidium pulsatillae
- Aecidium pulverulentum
- Aecidium punicum
- Aecidium pupaliae
- Aecidium puracense
- Aecidium purpusiorum
- Aecidium puspa
- Aecidium puttemansianum
- Aecidium pycnostachydis
- Aecidium pygei
- Aecidium qinghaiense
- Aecidium quintum
- Aecidium quitense
- Aecidium raciborskii
- Aecidium ramosii
- Aecidium randiicola
- Aecidium ranunculi-depressi
- Aecidium ranunculi-insignis
- Aecidium ranunculi-lyallii
- Aecidium ranunculi-monroi
- Aecidium raphiolepidis
- Aecidium rauwolfiae
- Aecidium recedens
- Aecidium reichei
- Aecidium relhaniae
- Aecidium renatum
- Aecidium residuum
- Aecidium reyesii
- Aecidium rhamni-infectoriae
- Aecidium rhamni-japonici
- Aecidium rhinacanthi
- Aecidium rhodesicum
- Aecidium rhytismoides
- Aecidium rhytismoideum
- Aecidium rickii
- Aecidium rionegrense
- Aecidium rosenii
- Aecidium rubiae
- Aecidium rubromaculans
- Aecidium rutae
- Aecidium rutideae
- Aecidium salamii
- Aecidium salinum
- Aecidium saltense
- Aecidium sambucinum
- Aecidium santanense
- Aecidium sarcinatum
- Aecidium satarense
- Aecidium saussureae-affinis
- Aecidium scabiosae
- Aecidium sceptri
- Aecidium schimperi
- Aecidium schisandrae
- Aecidium schizophragmatis
- Aecidium schwabeae
- Aecidium schwenckiae-americanae
- Aecidium schwenkiae
- Aecidium scopariae
- Aecidium scorzonerae-latifoliae
- Aecidium scutellariae
- Aecidium scutellariae-indicae
- Aecidium sebastianiae
- Aecidium securinegae
- Aecidium sedi
- Aecidium sedi-aizoontis
- Aecidium seguelae
- Aecidium selini
- Aecidium semiaquilegiae
- Aecidium senecionis
- Aecidium senecionis-bupleuroidis
- Aecidium senecionis-durieui
- Aecidium senecionis-jacksonii
- Aecidium senecionis-macrophylli
- Aecidium senecionis-scandentis
- Aecidium senecionis-stenocephali
- Aecidium seneciophilum
- Aecidium seriatum
- Aecidium serpiculae
- Aecidium serrae
- Aecidium serratae
- Aecidium shansiense
- Aecidium shiraianum
- Aecidium sigesbeckiae
- Aecidium silai
- Aecidium simplicius
- Aecidium singulare
- Aecidium sinhagadense
- Aecidium sinorhododendri
- Aecidium smilacinum
- Aecidium smilacis-chinae
- Aecidium solaniphilum
- Aecidium sophorae
- Aecidium sparsum
- Aecidium speeae
- Aecidium spegazzinianum
- Aecidium sphaeralceanum
- Aecidium spilanthis
- Aecidium spinaciae
- Aecidium spinicola
- Aecidium spissum
- Aecidium staphyleae
- Aecidium steveni
- Aecidium steviicola
- Aecidium stewartianum
- Aecidium stewartii
- Aecidium stowardii
- Aecidium stranvaesiae
- Aecidium strobilanthicola
- Aecidium strobilanthinum
- Aecidium struthanthi
- Aecidium subantarcticum
- Aecidium subincarnatum
- Aecidium subsimulans
- Aecidium superalpinum
- Aecidium tafiense
- Aecidium tafoense
- Aecidium taiyuanense
- Aecidium talinophilum
- Aecidium tami
- Aecidium tandonii
- Aecidium tarapotense
- Aecidium tataricum
- Aecidium tellinianum
- Aecidium tenebrosum
- Aecidium tenerius
- Aecidium teodorescui
- Aecidium terminaliae
- Aecidium tetragoniae
- Aecidium teucrii-scorodoniae
- Aecidium thapsiae-garganicae
- Aecidium thapsiae-villosae
- Aecidium thaungii
- Aecidium thelymitrae
- Aecidium thenardiae
- Aecidium thevetiae
- Aecidium thlaspianum
- Aecidium thrinciae
- Aecidium thunbergiae-fragrantis
- Aecidium thymelaeae
- Aecidium thysselini
- Aecidium tinneae
- Aecidium tithymali
- Aecidium tonduzianum
- Aecidium torquens
- Aecidium toxocarpi
- Aecidium tracyanum
- Aecidium tragiicola
- Aecidium transvaaliae
- Aecidium tranzschelianum
- Aecidium travancoricum
- Aecidium traversiae
- Aecidium trichodesmatis
- Aecidium tricholepidis
- Aecidium trigonotidis
- Aecidium trinitense
- Aecidium triostei
- Aecidium tristagmatis
- Aecidium trixiphilum
- Aecidium tsugae
- Aecidium tuberosae
- Aecidium tubulosum
- Aecidium tucumanense
- Aecidium tumbayense
- Aecidium turnerae
- Aecidium tylophorae
- Aecidium ugandense
- Aecidium ulei
- Aecidium ulluci
- Aecidium umbilici
- Aecidium uredinoides
- Aecidium urenae
- Aecidium urgineae
- Aecidium ushuwaiense
- Aecidium ussuriense
- Aecidium usterianum
- Aecidium uvariae-rufae
- Aecidium vanderystianum
- Aecidium velenovskyi
- Aecidium venezuelanum
- Aecidium veratri
- Aecidium verbenae
- Aecidium vernoniae-appendiculatae
- Aecidium vernoniae-cinereae
- Aecidium vernoniae-hookerianae
- Aecidium vernoniae-mollis
- Aecidium vernoniae-monocephalae
- Aecidium vernoniae-podocomae
- Aecidium veronicae-sibiricae
- Aecidium viburni
- Aecidium viburnophilum
- Aecidium vincetoxici
- Aecidium vinnulum
- Aecidium violascens
- Aecidium virgatum
- Aecidium viscosum
- Aecidium walayarense
- Aecidium wareoense
- Aecidium warneckeanum
- Aecidium wedeliae-hispidae
- Aecidium werneriae
- Aecidium werneriicola
- Aecidium westlandicum
- Aecidium wiehei
- Aecidium wikstroemiae
- Aecidium wildemanianum
- Aecidium willemetiae
- Aecidium williamsii
- Aecidium woodianum
- Aecidium wulffiae
- Aecidium yapoense
- Aecidium yucatanense
- Aecidium yuccae
- Aecidium zanthoxyli-schinifolii
- Aecidium zephyranthis
- Aecidium zernyanum
- Aecidium zonatum
- Aecidium zongaense
- Aecidium zorniae-gibbosae

Selon Index Fungorum (3 novembre 2014) :
- Aecidium abietinum Alb. & Schwein. 1805; Anamorphic Pucciniales
- Aecidium abietis-mariesii Sawada 1950
- Aecidium abroniae Ellis & Everh. ex P. Syd. & Syd. 1924; Anamorphic Pucciniales
- Aecidium abscedens Arthur 1915
- Aecidium acalyphae Henn. 1907
- Aecidium acalyphae-ciliatae P.B. Chavan 1969
- Aecidium acanthacearum Cooke 1882; Anamorphic Pucciniales
- Aecidium acanthi A.L. Sm. 1895; Anamorphic Pucciniales
- Aecidium acanthinum Har. & Pat. 1899; Anamorphic Pucciniales
- Aecidium acanthinum Speg. 1898; Anamorphic Pucciniales
- Aecidium acanthocarpi J. Walker & van der Merwe 2009
- Aecidium acanthopanacis Dietel 1905
- Aecidium aceris Z.M. Cao & Z.Qi Li 2000
- Aecidium achyrophori Plats 1983
- Aecidium aconiti-anthorae Săvul. 1953
- Aecidium aconiti-napelli (DC.) G. Winter; Anamorphic Pucciniales
- Aecidium aconiti-paniculati E. Fisch. 1904
- Aecidium aconiti-phragmitincolae Azbukina 1972
- Aecidium actaeae Wallr. 1833; Anamorphic Pucciniales
- Aecidium actinidiae Syd. & P. Syd. 1909
- Aecidium adathodae Syd. & P. Syd.; Anamorphic Pucciniales
- Aecidium adenariae Mayor 1914
- Aecidium adenocauli Syd. & P. Syd. 1913
- Aecidium adenophorae Jacz. 1900
- Aecidium adenophorae-verticillatae Syd. & P. Syd. 1917
- Aecidium adenostemmae Henn. 1898; Anamorphic Pucciniales
- Aecidium adenostylis Syd. & P. Syd. 1901
- Aecidium adhatodae Syd. & P. Syd. 1906
- Aecidium adhatodicola G.F. Laundon 1963
- Aecidium advectitium Cummins 1940
- Aecidium aechmantherae Syd. & P. Syd. 1907
- Aecidium aegiphilae Henn. 1899; Anamorphic Pucciniales
- Aecidium aesculi Ellis & Kellerm. 1884; Anamorphic Pucciniales
- Aecidium aethionematis Magnus 1891; Anamorphic Pucciniales
- Aecidium aethusae Ellis & Everh.; Anamorphic Pucciniales
- Aecidium aethusae Kirchn. 1856; Anamorphic Pucciniales
- Aecidium agerati Henn. 1895; Anamorphic Pucciniales
- Aecidium ageratinae Savile 1973
- Aecidium agnesiae (Syd.) Z. Urb. 1990
- Aecidium aikeni Syd. & P. Syd. 1903
- Aecidium ailanthi J.Y. Zhuang 1990
- Aecidium ainsliaeae Dietel 1899; Anamorphic Pucciniales
- Aecidium ajugae Syd. & P. Syd. 1907
- Aecidium akebiae Henn. 1900
- Aecidium alangii Hirats. f. & Yoshin. 1935
- Aecidium alaskanum Trel. 1904
- Aecidium alaterni Maire 1900
- Aecidium albicans Arthur & Holw. 1918
- Aecidium albiceratum Cummins 1941
- Aecidium albidum Bonord.; Anamorphic Pucciniales
- Aecidium albilabrum Kalchbr. 1876; Anamorphic Pucciniales
- Aecidium albiperidium Arthur 1902; Anamorphic Pucciniales
- Aecidium album G.P. Clinton 1874; Anamorphic Pucciniales
- Aecidium alchorneae Sacc. 1916
- Aecidium alchorneae-rugosae Gjaerum & D.A. Reid 1983
- Aecidium alibertiae Arthur 1922
- Aecidium alliatum Rabenh. 1844; Anamorphic Pucciniales
- Aecidium allii-ursini Pers. 1801; Anamorphic Pucciniales
- Aecidium alliicola G. Winter 1885; Anamorphic Pucciniales
- Aecidium alpinum Tranzsch. 1836; Anamorphic Pucciniales
- Aecidium alstroemeriae Dietel & Neger 1896; Anamorphic Pucciniales
- Aecidium alternantherae H.S. Jacks. & Holw. 1927
- Aecidium amagense Mayor 1914
- Aecidium amaryllidis Syd., P. Syd. & E.J. Butler 1912
- Aecidium amazonense Henn. 1904
- Aecidium ambiguum Alb. & Schwein.; Anamorphic Pucciniales
- Aecidium amelanchieris DC. 1815; Anamorphic Pucciniales
- Aecidium amphigenum Ellis & Kellerm. 1886; Anamorphic Pucciniales
- Aecidium amphigenum Hazsl. 1877; Anamorphic Pucciniales
- Aecidium ampliatum H.S. Jacks. & Holw. 1918
- Aecidium anaphalidis-leptophyllae T.S. Ramakr., Sriniv. & Sundaram 1952
- Aecidium anceps Syd. & P. Syd. 1901
- Aecidium ancundense Speg. 1918
- Aecidium ancylanthi Henn. 1903
- Aecidium andicola Jørst. 1959
- Aecidium anemarrhenae Z.H. Zhou & Z. Liu 1982
- Aecidium anemones Hoffm. 1796; Anamorphic Pucciniales
- Aecidium anemones Schumach. 1803; Anamorphic Pucciniales
- Aecidium anemones-silvestris Kleb. 1914
- Aecidium angelicae Rostr.; Anamorphic Pucciniales
- Aecidium anisatomes Reichardt 1865; Anamorphic Pucciniales
- Aecidium anningense F.L. Tai 1947
- Aecidium annonaceicola Henn. 1895; Anamorphic Pucciniales
- Aecidium annonae Henn. 1895; Anamorphic Pucciniales
- Aecidium anograe Arthur 1901
- Aecidium antherici Henn. & Pole-Evans 1908
- Aecidium anthericicola Arthur 1918
- Aecidium antholyzae Bubák 1911
- Aecidium aphelandrae Henn. 1905
- Aecidium apocynatum (Schwein.) Mussat 1900; Anamorphic Pucciniales
- Aecidium apocyni Cooke 1892; Anamorphic Pucciniales
- Aecidium apocyni Schwein. 1822; Anamorphic Pucciniales
- Aecidium aposeridis Namysl. 1911
- Aecidium approximans J.C. Lindq. 1952
- Aecidium araliae S. Ito & Muray. 1943
- Aecidium araliae Sawada 1943; Anamorphic Pucciniales
- Aecidium archibaccharidis Cummins 1941
- Aecidium arctoum Arthur 1920
- Aecidium arcularium Arthur 1920
- Aecidium arechavaletae Speg. 1881; Anamorphic Pucciniales
- Aecidium arenariae Vestergr. 1909
- Aecidium argyreiae Berk. & Broome 1873; Anamorphic Pucciniales
- Aecidium argyreiae-involucratae P.B. Chavan 1969
- Aecidium argythamniae Arthur 1906
- Aecidium ari Berk. 1836; Anamorphic Pucciniales
- Aecidium aridum Dietel & Neger 1899; Anamorphic Pucciniales
- Aecidium aristolochiae Rabenh. 1844; Anamorphic Pucciniales
- Aecidium aristolochiicola Marchal & Steyaert 1929
- Aecidium aroideum Cooke 1879; Anamorphic Pucciniales
- Aecidium artabotrydis Thaung 1977
- Aecidium arunci DC.; Anamorphic Pucciniales
- Aecidium asarifolium Z. Urb. 1990
- Aecidium aschersonianum Henn. 1891; Anamorphic Pucciniales
- Aecidium asclepiadeum Wallr. 1833; Anamorphic Pucciniales
- Aecidium asclepiadinum Speg. 1891; Anamorphic Pucciniales
- Aecidium asparagacearum Const. 1920
- Aecidium asperifoliarum Gray 1821; Anamorphic Pucciniales
- Aecidium asperifolii Schumach. 1803; Anamorphic Pucciniales
- Aecidium asperulae-ciliatae Săvul. 1939
- Aecidium asphodeli Castagne 1842; Anamorphic Pucciniales
- Aecidium asphodeli-microcarpi Gonz. Frag. 1913
- Aecidium aspiliae Gjaerum 1986
- Aecidium asteris Thüm. 1877; Anamorphic Pucciniales
- Aecidium astragali Erikss.; Anamorphic Pucciniales
- Aecidium astragali Thüm. 1878; Anamorphic Pucciniales
- Aecidium astragali-alpini Erikss. 1891; Anamorphic Pucciniales
- Aecidium astrochlaenae Wakef. & Hansf. 1949
- Aecidium atractylidis Dietel 1898; Anamorphic Pucciniales
- Aecidium atragenes Tranzschel 1891; Anamorphic Pucciniales
- Aecidium atriplicis Shear 1902
- Aecidium atroalbum Henn. 1903
- Aecidium atrocrustaceum Syd. & P. Syd. 1921
- Aecidium atropae Mont. 1840; Anamorphic Pucciniales
- Aecidium aurantiacum Bonord.; Anamorphic Pucciniales
- Aecidium auriellum Peck 1883; Anamorphic Pucciniales
- Aecidium australe Berk. 1843; Anamorphic Pucciniales
- Aecidium australe Speg. 1884; Anamorphic Pucciniales
- Aecidium avocense Cummins & H.C. Greene 1954
- Aecidium azorellae Speg. 1898; Anamorphic Pucciniales
- Aecidium baccharidicola Henn. 1896; Anamorphic Pucciniales
- Aecidium baccharidicola Speg. 1898; Anamorphic Pucciniales
- Aecidium baccharidis Dietel 1897; Anamorphic Pucciniales
- Aecidium baccharidophilum Speg. 1903
- Aecidium bahiae Berk. & M.A. Curtis 1874; Anamorphic Pucciniales
- Aecidium baileyanum P. Syd. & Syd. 1923
- Aecidium balansae Cornu 1887; Anamorphic Pucciniales
- Aecidium balearicum Gonz. Frag. 1918
- Aecidium balsameum Dietel 1897; Anamorphic Pucciniales
- Aecidium banaticum Bubák 1936
- Aecidium banketense Hopk. 1938
- Aecidium banosense Syd. & P. Syd. 1913
- Aecidium barbareae DC. 1815; Anamorphic Pucciniales
- Aecidium barclayi Sacc. & Trotter 1912
- Aecidium barkhausiae Roum. 1880; Anamorphic Pucciniales
- Aecidium barleriae Doidge 1948
- Aecidium barleriae M.A. Salam & Ramachar 1956; Anamorphic Pucciniales
- Aecidium barnadesiae Jørst. 1956
- Aecidium basanacanthae Henn. 1904
- Aecidium batesianum Barthol. 1904
- Aecidium batesii Arthur 1920
- Aecidium batrachii Katajev 1951
- Aecidium baumianum Henn. 1903
- Aecidium begoniae Berndt 1998
- Aecidium behenis DC. 1815; Anamorphic Pucciniales

Selon NCBI (3 novembre 2014) :
- Aecidium brachycomes
- Aecidium eburneum
- Aecidium epimedii
- Aecidium kalanchoe
- Aecidium klugkistianum
- Aecidium platylobii